# Vladimir Harutyunyan
Vladimir Harutyunyan (né le 18 juillet 1998) est un plongeur arménien.

## Carrière
Il remporte la médaille de bronze en synchronisé (plateforme de 10 m) avec Lev Sargsyan, le premier podium arménien de l’histoire des Championnats d’Europe de natation.
Il concourt également au tremplin de 3 m avec son frère jumeau Azat.